# سينيك
للفيلسوف والخطيب والكاتب المسرحي الروماني لوكيوس أنّايوس سينيك، ويعرف أيضًا سينيكا، أنظر إلى سنكا
سينيك (باللغة الفرنسية Sinik) واسمه الحقيقي توماس إيدير (بالفرنسية Thomas Idir) هو رابر فرنسي من أصل جزائري مولود في 26 يونيو/حزيران 1980 ووالده جزائري من القبائل وأمه فرنسية.
بدأ بأعمال فنية عام 1999 ,أصدر عددا مهما من الألبومات والـStreet albums والـMixtapes . اشتهر بالتعاون مع العديد من الرابرز بفرنسا، بالإضافة إلى عدد من النزاعات وتعرف بالـ clash مع رابرز مثل Kizito ،Booba و Gaiden

## الألبومات والميكس تايب
- 2000 - Malsain
- 2002 - Artiste triste
- 2004 - En attendant l'album
- 2005 - La main sur le cœur
- 2006 - Sang froid
- 2007 - Le côté malsain
- 2008 - Le toit du monde
- 2009 - Ballon D'or
- 2011 - Le Coté Malsain

## روابط خارجية
- سينيك على موقع IMDb (الإنجليزية)
- سينيك على موقع ميوزك برينز (الإنجليزية)
- سينيك على موقع ديسكوغز (الإنجليزية)